# Yugoslavismo

Bandera de la República Federal Socialista de Yugoslavia. Tras el colapso de Yugoslavia en la década de 1990, la bandera ha permanecido como un símbolo yugoslavista.

La bandera horizontal tricolor azul, blanca y roja, símbolo del yugoslavismo y que es la bandera del movimiento paneslavo adoptada en 1848.

El yugoslavismo (en serbocroata: jugoslavenstvo, en serbio: југословенство) es un concepto que se refiere al nacionalismo o patriotismo centrado en los yugoslavos, identidad en referencia a un único y singular pueblo de eslavos del sur y los territorios eslavos del sur poblados del sureste de Europa. El yugoslavismo ha defendido históricamente la unión de todos los territorios poblados de eslavos del sur ahora compuestos por Bosnia y Herzegovina, Bulgaria, Croacia, Montenegro, Serbia, Eslovenia y Macedonia del Norte. El yugoslavismo era una potente fuerza política durante la Primera Guerra Mundial, que provocó el asesinato del archiduque Francisco Fernando de Austria por el militante yugoslavista Gavrilo Princip y la posterior invasión de Serbia por Austria-Hungría, que pretendía reunir a los pueblos eslavos del sur contra la dominación imperial austro-húngara y en apoyo de una Yugoslavia independiente que se logró en 1918.

## Antecedentes
Había secciones de nacionalistas étnicos de eslavos del sur que aprobaron el yugoslavismo como un medio para lograr la unificación de su origen étnico. Después de 1878, los nacionalistas serbios fusionaron sus objetivos con los de los yugoslavistas y emularon el liderazgo del Piamonte en el Risorgimento italiano, al afirmar que Serbia no sólo buscó unir a todos los serbios en un estado, sino que Serbia pretendía ser una «Piamonte sudeslava» que uniría a todos los eslavos del sur en un estado conocido como Yugoslavia. Los nacionalistas croatas se interesaron en el yugoslavismo como medio para lograr la unificación de las tierras croatas en oposición a su división bajo Austria-Hungría, en particular con el líder yugoslavista Josip Juraj Strossmayer, quien consideró esto alcanzable dentro de una monarquía yugoslava federalizada. Los nacionalistas eslovenos, como Anton Korošec, respaldaron la unificación Yugoslava durante la Primera Guerra Mundial también como un medio para liberar a Eslovenia de la dominación austro-húngara.
También se llevaron a cabo esfuerzos para incorporar a Bulgaria en Yugoslavia. Sin embargo, los nacionalistas búlgaros se ofendieron ante la anexión de la Macedonia del Vardar por Serbia en 1913, que habían tratado de incorporar a Bulgaria y, por lo tanto, el gobierno búlgaro rechazó la unificación de los paneslavos del sur liderada por Serbia en la Primera Guerra Mundial. De hecho, declaró la guerra a Serbia y se alineó junto a las Potencias Centrales, que habían prometido a Bulgaria el derecho a anexionarse la Macedonia del Vardar a cambio de declarar la guerra a Serbia. Sin embargo, el golpe de Estado búlgaro de 1934 dio lugar a que los golpistas subiesen al poder, quienes declararon su intención de formar inmediatamente una alianza con Francia y buscar la unificación de Bulgaria en una Yugoslavia integral, algo que, finalmente, no se logró.
Los yugoslavistas afirman que la brecha entre facciones, las diferencias y los conflictos entre los pueblos yugoslavos son el resultado del imperialismo extranjero en la historia de los Balcanes. Como resultado de la división religiosa, el yugoslavismo ha evitado generalmente connotaciones religiosas.
El yugoslavismo tenía dos grandes divisiones internas que astillaron el movimiento. Una facción promovía un estado centralizado y la asimilación de todos los grupos étnicos en una sola nacionalidad yugoslava. La otra facción apoyaba una federación descentralizada y multicultural que preservaría las identidades existentes y promoverían la unidad, mientras que se oponía a la idea de la centralización y la asimilación, que se consideraba como favorecer la hegemonía serbia en lugar de la unidad yugoslava.